# Nikola Eskić
Nikola Eskić (in serbo Никола Ескић?; Bijeljina, 19 dicembre 1997) è un calciatore bosniaco, centrocampista dell'Al-Shabab.

## Carriera

### Club
Ha giocato nella massima serie serba e in quella macedone.

### Nazionale
Nel 2018 ha giocato una partita con la nazionale bosniaca Under-21.

## Statistiche

### Presenze e reti nei club
Statistiche aggiornate al 27 febbraio 2021.
| Stagione                 | Squadra                  | Campionato               | Campionato | Campionato | Coppe nazionali | Coppe nazionali | Coppe nazionali | Coppe continentali | Coppe continentali | Coppe continentali | Altre coppe | Altre coppe | Altre coppe | Totale | Totale |
| Stagione                 | Squadra                  | Comp                     | Pres       | Reti       | Comp            | Pres            | Reti            | Comp               | Pres               | Reti               | Comp        | Pres        | Reti        | Pres   | Reti   |
| ------------------------ | ------------------------ | ------------------------ | ---------- | ---------- | --------------- | --------------- | --------------- | ------------------ | ------------------ | ------------------ | ----------- | ----------- | ----------- | ------ | ------ |
| feb.-giu. 2017           | Napredak Kruševac        | SL                       | 13         | 0          | CS              | -               | -               | -                  | -                  | -                  | -           | -           | -           | 13     | 0      |
| 2017-2018                | Napredak Kruševac        | SL                       | 18         | 3          | CS              | 2               | 0               | -                  | -                  | -                  | -           | -           | -           | 20     | 3      |
| 2018-2019                | Napredak Kruševac        | SL                       | 28         | 2          | CS              | 2               | 0               | -                  | -                  | -                  | -           | -           | -           | 30     | 2      |
| 2019-2020                | Napredak Kruševac        | SL                       | 20         | 1          | CS              | 1               | 0               | -                  | -                  | -                  | -           | -           | -           | 21     | 1      |
| Totale Napredak Kruševac | Totale Napredak Kruševac | Totale Napredak Kruševac | 79         | 6          |                 | 5               | 0               |                    | -                  | -                  |             | -           | -           | 84     | 6      |
| 2020-2021                | Bačka B. Palanka         | SL                       | 20         | 0          | CS              | 1               | 0               | -                  | -                  | -                  | -           | -           | -           | 21     | 0      |
| Totale carriera          | Totale carriera          | Totale carriera          | 99         | 6          |                 | 6               | 0               |                    | -                  | -                  |             | -           | -           | 105    | 6      |